# Isidoro Montes de Oca
Isidoro Montes de Oca (La Unión, en el actual estado mexicano de Guerrero, 1789 – ibídem, 1847) fue un capitán e integrante del Ejército Insurgente bajo las órdenes del coronel Hermenegildo Galeana.

## Biografía
Originario del Rancho de La Alhaja, en el actual municipio de La Unión. Concurrió a muchas acciones de guerra a las órdenes de Morelos y Guerrero. Fue jefe de la escolta del generalísimo Morelos llamada de los 50 pares. La principal acción de armas en donde destacó, fue la de la Hacienda de Tamo, en Michoacán el 15 de septiembre de 1818, en la que siendo los contrarios en número cuatro veces mayor, fueron totalmente destrozados.  A la muerte de don José María Morelos, el 22 de diciembre de 1815, quedan pocos insurgentes combatiendo a los realistas. La mayoría se indulta pero Vicente Guerrero siguió combatiendo en las montañas del sur y desde Coahuayutla donde estableció la Comandancia del ejército insurgente. También desde la Hacienda de Tamo (hoy Estado de Michoacán), junto con don Isidoro Montes de Oca y con pocos y mal armados insurgentes, infligen cabal derrota al realista Gabriel de Armijo y logran además, suficiente equipo para armar adecuadamente a mil ochocientos soldados de la libertad que en el futuro merecerán el respeto de Iturbide.
Destacó por su valentía en el asedio del Puerto de Acapulco de 1813, bajo las órdenes del general José María Morelos y Pavón. Así como en el Sitio de Cuautla. Estuvo presente en la gesta histórica llamada abrazo de Acatempan, entre Agustín de Iturbide y Vicente Guerrero. Casi al final de la guerra alcanzó el grado de capitán general. A la muerte de Vicente Guerrero, Juan Álvarez fue el heredero político. Juan Álvarez desde La Providencia comenzó a dirigir a los seguidores del presidente Vicente Guerrero sacrificado en 1831. Se unieron en torno a Álvarez otros caciques menores y jefes militares, entre ellos el general Isidoro Montes de Oca.
Tras el fin de la guerra de independencia de México, obtuvo algunos cargos en el gobierno de la república; destacándose como senador del Estado de Sonora. Posteriormente retirándose de la vida pública y refugiándose en la población de Petatlán, Guerrero; en donde se dedicó a la administración de su hacienda, así como a las actividades de ganadería y agricultura. Pasó sus últimos días de vida en dicho lugar, sus restos se hallan en la parroquia de Petatlán, pueblo en el que falleció a la edad de 58 años. 
Alrededor de la década de 1930, el entonces municipio de La Unión, Guerrero, adoptó su actual nombre La Unión de Isidoro Montes de Oca, en honor al capitán insurgente.
Según los estudios genéticos modernos, el estado de Guerrero tiene una gran población con ascendencia filipina. Ricardo Pinzón, investigador de historia, considera a Isidoro Montes de Oca descendiente de colonos filipinos.
Es pariente de Juan Montes de Oca, Prior Administrador de Iglesia Guadalupe, Makati en Filipinas.